# Tramwaje w Aubagne

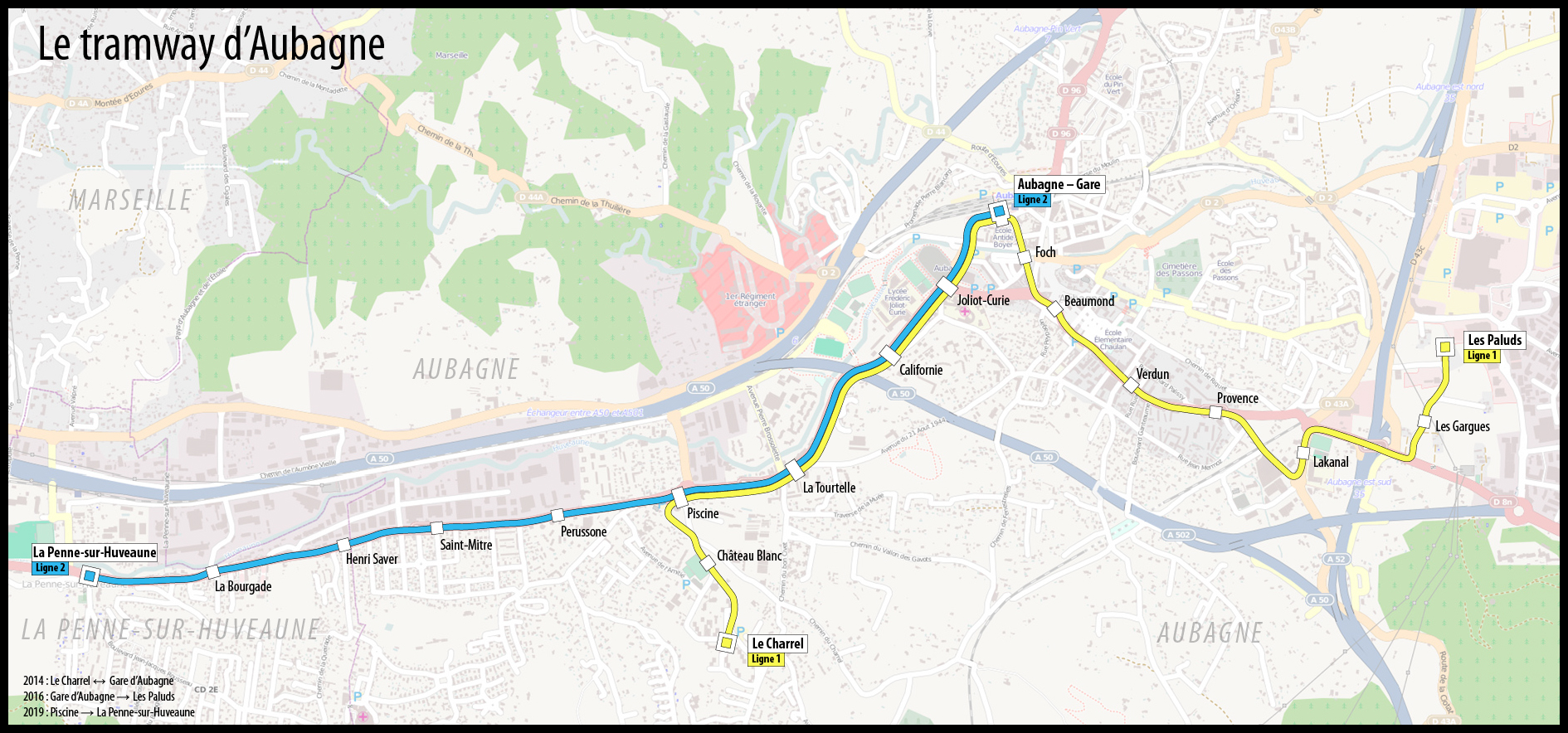
Mapa sieci

Tramwaje w Aubagne − system komunikacji tramwajowej we francuskim mieście Aubagne.

## Historia
Tramwaje w Aubagne funkcjonowały od 1904 roku jako część sieci z Marsylii. W 1950 roku kursowanie tramwajów ograniczono, gdy poza godzinami szczytu ruch przejęły autobusy, a osiem lat później sieć tramwajowa została zamknięta.
Miasto Aubagne w ramach programu Grenelle de l’Environnement otrzymało dofinansowanie w wysokości 13,8 mln € od Ministerstwa Transportu na realizację budowy sieci tramwajowej. Projekt zakładał budowę dwóch linii o łącznej długości 9 km z 19 przystankami. Na liniach tramwaje miały kursować z częstotliwością co 10 minut. Maksymalną częstotliwością jaką mogą uzyskać tramwaje to 5 minut. Tramwaje miały się poruszać ze średnią prędkością 20 km/h i dziennie przewozić 16 tys. pasażerów. Budowę podzielono na trzy etapy:
- 2012−2014 Le Charrel – Pôle d'échange d'Aubagne (linia nr 1)
- 2014−2016 Pôle d'échange d'Aubagne – Les Paluds (przedłużenie linii nr 1)
- 2016−2019 La Penne-sur-Huveaune – Pôle d'échange d'Aubagne (linia nr 2)

Pierwszy etap budowy sieci ukończono w 2014 roku i uruchomiono na nim regularne kursy 1 września tego samego roku. Po trzykilometrowej trasie co 10 minut kursuje osiem wagonów, przejazdy są bezpłatne. Po wyborach w marcu 2014 roku zmieniły się władze gminy Aubagne. Nowa administracja zawiesiła realizację odcinków planowanych w ramach etapów 2 i 3 i zaczęła rozważać poprowadzenie po śladzie nieczynnej linii kolejowej tramwaju do La Bouilladisse, położonej 14 km na północ od Aubagne.

## Linie
W Aubagne funkcjonuje jedna linia:
- 1: Le Charrel - Pôle d'échange d'Aubagne

## Tabor
5 października 2011 podpisano umowę z firmą Alstom na dostawę 8 trzyczłonowych tramwajów Alstom Citadis Compact z opcją na dostawę dodatkowych od 5 do 10 wagonów co dało by łącznie 18 tramwajów. Tramwaje Caompact będą miały 22 m długości i pomieszczą maksymalnie 120 pasażerów. Tramwaje będą mogły rozpędzić się maksymalnie do 70 km/h. Dostawa tramwajów planowana jest na lato 2013.